# Eugène Lavieille

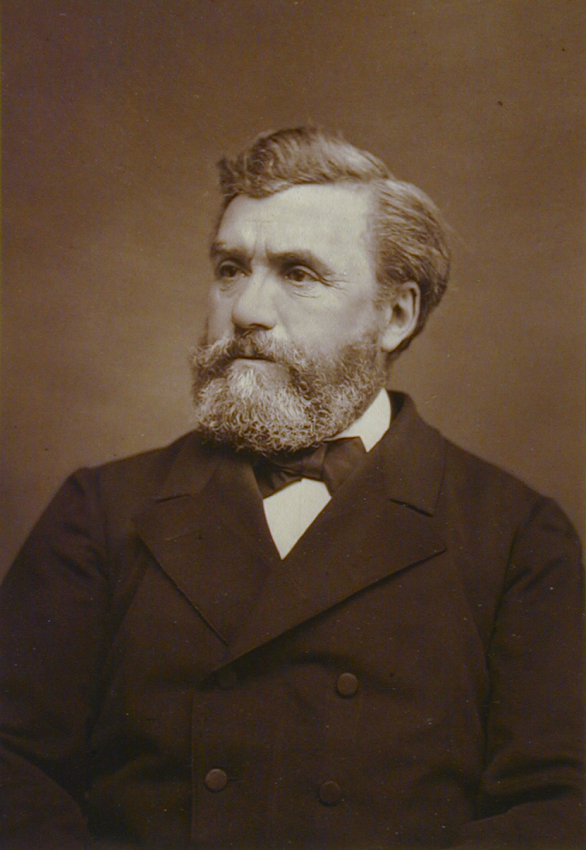
Porträt Eugène Lavieille, Fotografie von Étienne Carjat, Los Angeles County Museum of Art

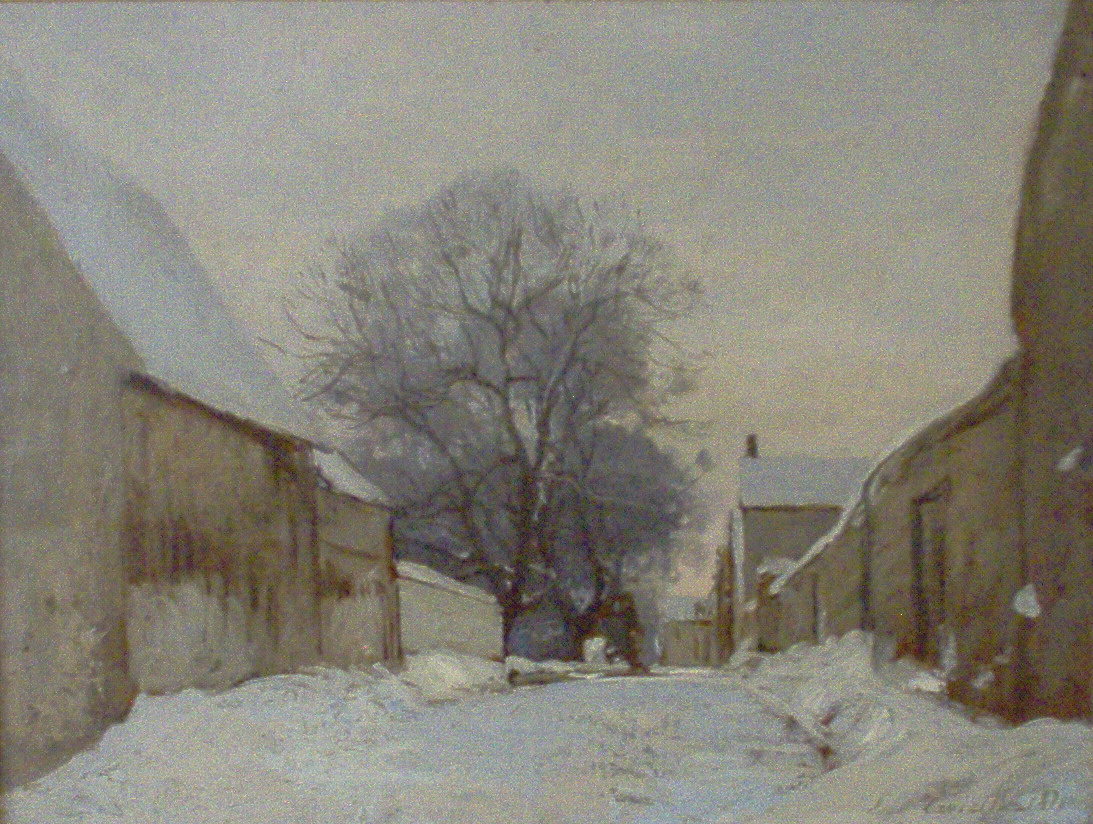
Schneelandschaft, 1871

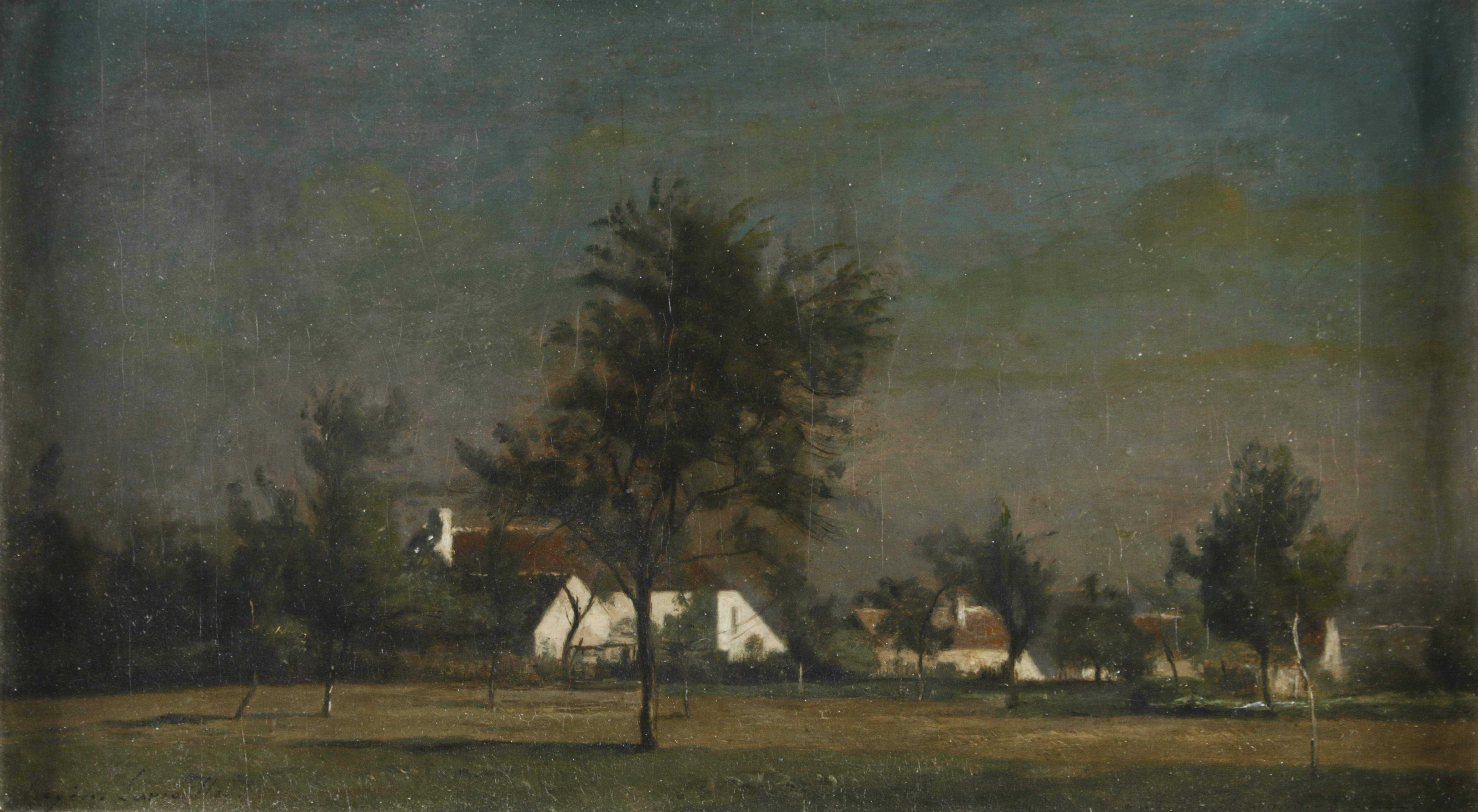
Vollmondnacht in Veneux-Nadon, 1887

Eugène Antoine Samuel Lavieille (29. November 1820 in Paris –  8. Januar 1889 ebenda) war ein französischer Maler.

## Leben
Eugène Lavieille begann seine berufliche Laufbahn als Dekorateur. 1841 wurde er als Schüler in die Werkstatt von Jean-Baptiste-Camille Corot aufgenommen.
Lavieile wurde vor allem für atmosphärische Malerei unter freiem Himmel bekannt. Zu seinen bevorzugten Sujets gehörten Wälder, Felder, Teiche, Bauernhöfe, Weilerstraßen, Flussufer, Schiffe am Strand und an den flachen Küsten rund um Berck sowie einige Orte wie das Château de Pierrefonds (Oise) oder La Ferté-Milon.
Er malte bevorzugt Szenen des alltäglichen Lebens auf dem Land, Bauern auf den Feldern oder Rotwild im Wald, Landschaften im Winter oder auch bevorzugt bei Nacht. Er wird daher als Maler des schwermütigen Himmels, des Schnees und der Nächte angesehen, weil er die Atmosphäre dieser besonderen Stimmungen bemerkenswert einzufangen vermochte.
Um 1847 war Eugène Lavieille Mitglied der Groupe de L'Isle-Adam. 1852 zog er nach Barbizon, wo er ungefähr 4 Jahre lebte, und war Mitglied der Schule von Barbizon. Später malte er in La Ferté-Milon und Umgebung, wo er von 1856 bis 1859 lebte, in Ville d’Avray, in der Perche in der Normandie, an der baskischen Küste, in Seine-et-Marne in der Nähe von Moret-sur-Loing und am Ende seines Lebens in Courpalay. Ebenso malte er den Montmartre um 1848.
Er hatte enge Kontakte zu Malern seiner Zeit, wie Corot, Millet, Rousseau, Daubigny, Diaz de la Pena, Troyon, Dupré, Ziem, Chintreuil, Léon Brunel-Rocque, Frédéric Henriet, Daumier sowie zu den Fotografen Nadar und Carjat, die beide Porträts von ihm realisierten.

## Familie
Der Vater von Eugène Lavieille war Teppichknüpfer, sein älterer Bruder Jacques Adrien Lavieille (1818–1862) war ein bekannter Holzdrucker.
Sein Sohn Adrien Lavieille (1848–1920) war Landschaftsmaler, seine Tochter Marie Ernestine Lavieille (1852–1937), die 1878 den Bildhauer Charles Georges Ferville-Suan heiratete, und seine Enkelin Andrée Lavieille (1887–1960) waren ebenfalls Maler.